# Steinkirchen (Basse-Saxe)
Steinkirchen est une commune allemande de l'arrondissement de Stade, Land de Basse-Saxe.